# 鷹頭貓與音樂箱女孩
《鷹頭貓與音樂箱女孩》，是香港作家謝曉虹於2020年出版的魔幻現實主義小說。該作是謝的首部個人長篇小說，也是其相隔十七年後再度出版的作品。故事設定於虛構城市「陌根地」，環繞已婚中年教授與少女人偶的一段禁忌之戀展開，講述懦弱且性無能的教授Q偶遇和愛上默劇表演人偶愛麗詩，試圖逃避現實與它幽會，卻意外捲入政治運動，在面對政權恐嚇時被迫放棄戀情返回現實中。
謝曉虹於2011年已萌生創作該作的概念，但因個人原因而未有出版，在經歷雨傘運動和反對逃犯條例修訂草案運動後才決定完成該作。小說的世界觀雖為虛構，但謝曉虹在訪問中指出故事的主場景陌根地實際上是影射香港，而該作亦是在諷刺和批評現今香港的社會、政治和學術環境。該作由寶瓶文化在香港和台灣發行，出版後獲得廣泛讚譽，曾獲得2021年度台北國際書展大獎和第十四屆香港書獎提名，並於2023年推出英譯版，由英國譯者娜塔莎·布魯斯翻譯，菲茨卡拉多出版社和格雷沃夫出版社分別在英國和美國發行。

## 情節
於孤舟大學任教多年的教授Q懷才不遇，其升遷申請再度被駁回。教授Q回到家中，聽到妻子瑪利亞為二人安排活動，感到不耐煩後便借故離家。他在古董街上看到了一個人偶娃娃，並對她一見鍾情。後來，Q在一次為了逃避大學內派發傳單的學生而誤上的士，經過古董街時又意外遇上正被用作默劇表演的那個女人偶，並從默劇演員的卡片得知一個月後他們會再度回來表演。一個月後，Q從劇團竊取了那個名叫愛麗詩的女人偶，並致電他的好友鷹頭貓，請牠幫忙尋找一個隱密之地來藏起愛麗詩。鷹頭貓為Q預備了一座在荒島上的教堂，而Q在隨後的數個月時常從家裡和大學竄到教堂為愛麗詩裝身打扮，甚至一度主動將正在上課的學生趕走。
與此同時，瑪利亞在其任職的政府部門工作時收到了一封附有陌根地城市規劃圖的內部電郵。圖中的陌根地非常陌生，感覺整個城市都被重新規劃過，包括孤舟大學和她的家。她立馬刪除電郵並堅信這是誤寄給她的機密文件。她隨後回到家中，開始察覺到丈夫的異常，認為他可能有外遇，遂跟蹤他到酒店，發現Q一直在抱著一個人偶。
故事改以第二人稱續寫，描述愛麗詩在看到教堂內的耶穌像後逐漸獲得意識，並進入了影子地帶，看到陌根地最陰暗的一面。而Q隨後被大學召見，高層們懷疑他跟早前校園內的校長雕像被破壞一案有關，皆因參案學生都有報讀他的課，而他當時是為了與愛麗詩幽會而把學生們全部趕走。高層們指他們發現了Q與愛麗詩幽會的教堂，並告知他將會從該處入手，捉拿受到影子地帶保護的學生，但懦弱的Q並沒有為愛麗詩和學生發聲。Q隨後也進入了影子地帶，醒來後卻已經失去了記憶和意識。瑪利亞安撫了他，並在Q睡著時將愛麗詩投進海中。海旁的途人一度以為是浮屍而擔心起來，但在發現是人偶後便散去，兩名路過的警察更打趣地說即使是真的浮屍，他們也有辦法令其消失，然而卻沒有人注意到愛麗詩正在滲出鮮血。

## 角色
- 教授Q：年屆五十的孤舟大學教授，為人懦弱，對性愛仍存慾望但已罹患性無能，在遇到愛麗詩後一見鍾情，與她發展出不倫戀[3]。謝曉虹形容他與人偶的婚外情可以理解成日常的一道裂縫，因此他才能到達荒島，以另一視界來審視他定居的陌根地和自己的生命[4]。而對於Q的畸零性癖則有數種不同解讀，學者關天林認為Q本來就是逐漸成為看不見真我的人[5]:79；作家沐羽則認為Q只是被異色愛情蒙蔽了雙眼[6]；學者李薇婷則認為上述兩種觀點同時成立，Q本來就是一名背叛自己的犬儒懦夫，極權只是打斷了他是次的偷情夢，卻難免他日又會再陷入禁戀[7]。
  - 鷹頭貓：教授Q的「好友」，實為教授年輕時的自己。鷹頭貓個性直率真摯、愛寫詩，在故事中引發教授Q面對真實情慾[3][4]，卻在故事開始前和結尾無法再被Q找上，暗示Q已經失去和忘記了這樣的自己[7]。謝曉虹指她選擇「鷹頭貓」作為教授Q的真我是因為這種生物「介乎於哺乳類與鳥類之間」，且沒有固定的形象，因此有重新詮釋的空間[4]。
  - 少年Q：年輕時Q在南北邊境偷渡到陌根地前的稱謂。少年Q的經歷影射教授Q既忌諱其移民者的身份，卻又不認同該城市的文化的矛盾內心[8][9]。
- 愛麗詩：雙腳被固定在音樂箱上的少女人偶，原為默劇表演用，被教授Q戀慕著[8]，且在被Q背棄後獲得「人性」[10]。李薇婷分析指小說同時以行為改變和轉換人稱來暗示愛麗詩獲得自我，而她在影子地帶的經歷突顯出活生生的人類比人偶活得更像人偶的反差感[7]。
- 瑪利亞：教授Q的妻子，曾到維利亞留學，現在政府擔任高級公務員。她與丈夫的價值觀迥異，亦對性愛不感興趣，多年來都沒有注意丈夫的真實想法，故事後期才察覺丈夫有不倫戀情之嫌[8][11]。其名字影射聖母瑪利亞，象徵其在故事表現出的聖潔[11]。作家言叔夏和學者楊佳嫻均認為瑪利亞一角是在影射和諷刺不關心社會變革和政治的香港人[12][11]。

## 主題
《鷹頭貓與音樂箱女孩》的故事環繞一段中年教授和人偶之間的戀情展開，並對現今香港社會、政治環境和學術風氣作出批判。該作中的禁忌之戀帶出了對性慾和意志的探討，而且人偶愛麗詩沒有在Q傳達愛意和知識時化成活人，獲取意識和主體性，反而是在Q背棄她、離開他們的禁戀之地後才活過來，亦反映出小說的「反啟蒙」意味。此外，故事中的另一條主線為學生進行的政治運動，影射香港的社會和學生政治運動，並諷刺現今香港的中產階層和知識份子，只是著重自身利益、逃避現實，猶如Q在小說中一直逃避政治的態度。而瑪利亞面對社會變遷的無動於衷、Q在面對猶如「老大哥」式的政治打壓時仍只想撇清與學運的關係，逃到夢境中，卻在不斷進化的獨裁底下，城市和想像空間的邊界都能隨時消失，批評了現今香港對自由的鉗制和強調政治環境改變的影響。該作亦借Q的經歷反映出文藝與體制的對立，批判現今的學院文化和創作風氣，包括知識份子躲在學院裡逃避現實的風氣、學院體制的荒誕和壓迫，以及突顯系統式教學對創意的扼殺。

## 創作與出版

### 創作過程
《鷹頭貓與音樂箱女孩》是香港作家謝曉虹的首部個人長篇小說，亦是其相隔十七年後再度出版的小說。2011年，謝曉虹到美國參加愛荷華作家工作坊時萌生了《鷹頭貓與音樂箱女孩》的創作概念，然而由於她當時正經歷人生低潮，因此雖然已經初步完成該故事，但最終選擇將作品毁掉重寫。她往後對該作念念不忘，一直有嘗試續寫，又早已把故事大綱、開始和結尾都想好。謝曾將包括英譯版本在內的部份章節在不同文學雜誌上發表。她在創作期間亦把不少後來才有的事件和感受加入故事中，包括香港的政治環境變化和她在歐洲旅行時的所見所聞等，並在她經歷雨傘運動和反對逃犯條例修訂草案運動後決定完成該作。該作的初稿於2019年5月完成，但根據作者的朋友、作家董啟章所述，初稿與最終版本的差異甚大，其中一條和教授Q癡戀平行發展的故事線更被完全刪去。董未有交代該故事線的細節和刪除原因，但表示刪除的部分過份貼近現實，幾乎危害到小說的虛構性。《鷹頭貓與音樂箱女孩》最終分別於2020年7月2日和8月在香港和台灣出版，由寶瓶文化發行。

### 翻譯
2021年，在獲得美國筆會／海姆翻譯資金補助後，《鷹頭貓與音樂箱女孩》的翻譯權共有七家出版社競投，最終由菲茨卡拉多出版社和格雷沃夫出版社分別購得英聯邦和北美的發行權。該作由英國譯者娜塔莎·布魯斯翻譯，譯名為，並於2023年春季分別在英國和美國優先發行。該作亦將會是菲茨卡拉多出版社首本出版的中文翻譯書籍。

### 創作概念和手法
《鷹頭貓與音樂箱女孩》運用了大量意象和象徵，故事設定大多為虛構事物，但均有對應的現實原型:138，例如主場景「陌根地」是在影射香港；曾殖民陌根地的「維利亞」影射英國；「先鋒共和國」則影射中華人民共和國等:138。故事中的「南方語」、「剎難語」和「維利亞語」三種語言在日常應用上的衝突分別對應粵語、漢語和英語。另外，故事中教授Q和愛麗詩幽會的教堂座落在遙望大學的孤島上，象徵著文藝想像和大學教育體制之間的矛盾。而神壇是Q想像空間的終極，耶穌像則是象徵痛苦，因此神壇的背面便是進入充滿痛苦、象徵現實陰暗面的影子地帶之入口。而踏入影子地帶後出現充滿黑衣人的殘亂城市，則是象徵正在經歷社會運動的香港，反映Q的想像和影子地帶的現實分別象徵文藝和抗爭的對立:138。謝曉虹指出她之所以運用虛構的名稱來影射現實，是因她認為寫作應與現實保持距離，卻也不能脫離現實，因此以虛構性來保護小說的想像空間。
此外，該作的前中段均是以第三人稱敍述，以全知視角描寫Q的魔幻經歷。謝曉虹指出敍述者的語調傾向於誇張和反諷，對愛情的指認並不可靠。而小説自第二十九節開始轉用第二人稱，以抽離敘述來提醒讀者該小說是在描寫關於香港以及設身處地的政治運動。謝指出作為敍事者的「你」在不同的情況下可以指向小說裡的某個人物甚或是小說外的讀者，而她希望給讀者保留想像空間。該寫法獲得大致好評，作家沐羽將之形容為「如同人偶的提線，把前面二百頁的故事重新操縱。」

## 評價
《鷹頭貓與音樂箱女孩》普遍獲得正面評價，主要讚賞該作充滿魔幻現實風格的情節和嫻熟的敍事功架，以及運用象徵來帶出對反送中後香港的政治隱喻。
在主題方面，台灣作家言叔夏讚揚該作的取材，作為雨傘運動和反送中後的作品，描寫了現實中正在發生的事，並以卡夫卡式的筆法和虛構性的薄膜，帶出了作者對香港近十年來的歷史和變革所作出的批判。香港作家紅眼則指出該作既在寫香港，又在寫學運，但沒有「搖旗吶喊式的政治表態」，反而以悉心裁剪的魔幻詩意和社會事件的蛛絲馬跡，滲透到教授Q與人形玩偶的異戀中。香港作家董啟章則以夢幻童話來形容該作，但「不是天真無邪、溫暖善良」，「而是充滿嘲弄、諷刺和滑稽的。」
在角色設計方面，台灣學者楊佳嫻對小說中的人物描寫給予正面評價，讚揚該作的角色能作出深層的解讀，其中她將教授Q與張愛玲《第二爐香》中的羅傑·安白登作對比，指出小說中的角色能巧妙地連結現實，對香港的中產階層作出影射和諷刺。董啟章和香港作家沐羽雖認為該作的人物刻劃仔細，但批評該作的設定與眾多其他文學作品中的角色相似，缺乏原創性。不過，香港文學評論家譚以諾則回應指雖然教授Q的角色的確與希臘神話中的皮格馬利翁相似，他與愛麗詩的禁戀也與《賣花女》和《窈窕淑女》有不少類近之處，但這可被視為一種互文性，而且將熟悉的角色投放到香港文學中亦會產生出另一種效果。
而在情節和寫作手法方面，楊佳嫻讚揚該作善用魔幻現實風格，通過為故事中的事物另起名字，拉開虛構與現實的距離，但同時又借託夢幻異境，指明出如國安法實施等現實問題。沐羽則讚揚該作的寫作手法，指出故事前期對踰越的禁戀作出異色描寫，而在中段又巧妙透過轉換人稱，將政治帶入故事，並以冷硬和疏離的語調強行扭曲敍事，與現實中的極權暴力相呼應。另外，香港作家鄧小樺讚揚該作的劇情鋪排用心，形容該作「結尾三十頁（的轉折）令人震撼」。

## 榮譽
《鷹頭貓與音樂箱女孩》曾獲得2021年度台北國際書展大獎和第十四屆香港書獎提名，但最終均未能贏取獎項。而該作的英譯版本則於2021年贏得美國筆會／海姆翻譯資金補助。